# Lionel Finet
Lionel Finet (ur. 12 kwietnia 1967) – francuski florecista, brązowy medalista mistrzostw świata.
Podczas mistrzostw świata w Denver w 1989 roku reprezentanci Francji w składzie: Philippe Conscience, Laurent Bel, Philippe Omnès, Patrice Lhôtellier i Lionel Finet zdobyli brązowy medal we florecie drużynowym. Był to jedyny medal wywalczony przez Fineta w zawodach tego cyklu. W turnieju indywidualnym zajął tam 38. miejsce.
Nigdy nie wziął udziału w igrzyskach olimpijskich.